# O tłumaczeniach z Byrona
O tłumaczeniach z Byrona – uwagi Cypriana Kamila Norwida o tłumaczeniu przez Wiktora Baworowskiego Byrona i Wielanda z 1868.

## O tekście
Norwid ofiarował tekst  Ludwikowi Nabielakowi, który latem lub na jesieni 1868 pożyczył poecie dwa tomy przekładów Wiktora Baworowskiegoː Oberona Christopha Wielanda i Don Juana Byrona. 6 października Norwid oddał mu, za pośrednictwem Karola Ruprechta Oberona i prawdopodobnie w tym czasie, być może nawet na prośbę Nabielaka, swoje uwagi o sztuce przekładowej Baworowskiego. Pisząc miał na uwadze obydwa przekłady, ale posłużył się tylko przykładami z Byrona, który był mu szczególnie bliski, i któremu poświęcił sporo miejsca w swych wykładach O Juliuszu Słowackim. Autograf, znajdujący się u Nabielaka, a po jego śmierci przekazany przez wdowę po nim Wacławowi Gasztowttowi, zaginął. Po raz pierwszy tekst opublikował Zenon Przesmycki w 1933 w Ineditach. Rozprawkach epistolarnych. 

## Treść
Norwid zarzuca tłumaczeniom Baworowskiego dwie rzeczyː 
1. najpierw zbytnią łatwość rymotwórczą. Tłumacz bierze tyle od obcych, że trudno zachować swoje. W pomnikach egipskich kutych w granicie widać mozół, tak jakby opór był rękojmią własności.
2. popadanie w powszedniość wyrażeń i zwrotów, i nierówność muzykalną

Wierność jest ścisła, gdy idzie o małe fragmenty tekstu, mniejsza w odniesieniu do całych pieśni. Norwid postuluje, by skoro znalazł się już tak niezwykły tłumacz, to powinien dać coś więcej niż tłumaczenie. Oprócz bowiem Ciemności, Snu i Beppa nie ma nic skończonego u Byrona, tak jak u Mickiewicza prócz Grażyny, Pieśni Wajdeloty, i paru kart Pana Tadeusza. Dlatego tłumacząc Byrona, trzeba by napisać drugi tom krytyczny, prozą. Na przykład o tym, jakie to piękne filozoficznie, a ułomne estetycznie, że Childe Harold spojrzawszy w Kadyksie w oczy hiszpańskiej dziewki i sięgnąwszy dna przerzuca się do studiowania profilu Minerwy greckiej pod Parnasem, a wniknąwszy do haremu, zwraca się ku twardym góralom greckim. Byron w Childe Haroldzie był błędnym rycerzem historiozofii. Błąkał się po pobojowiskach, dotykał zmierzchu epok, by zakończyć swą drogę, tam gdzie się ona wówczas kończyła, w przeddzień odrodzenia Grecji. Dlatego Norwid odczuwa dumę z faktu, że urodził się, gdy angielski poeta umierał.